# Андрейково (Смоленська область)
Андрейково (рос. Андрейково) — село Вяземського району Смоленської області Росії. Входить до складу Андрейковського сільського поселення.
Населення — 1589 осіб (2011 рік).
Розташоване у східній частині Смоленщини за 500 метрів на північ від районного центру — міста Вязьми на автомагістралі М1 «Білорусь». Адміністративний центр однойменного сільського поселення.

## Історія
Вперше село згадується у 1859 році, як сільце Новосельської волості.
До 1869 році було маєтком вяземського купця Плетнікова. В цей час Андрейково було дачею з фермою, на якій працювало декілька робочих, була невелика кількість рогатої худоби і коней та велика зграя мисливських собак. На території села було два поміщицьких будинки, які не збереглися.
У серпні 1918 року на території села сформувалася латиська колонія, яка згодом була переобладнана у радгосп «Андрейково», першим директором якої став Плате Оскар Петров.
З 6 жовтня 1941 року до 12 березня 1943 року під німецькою окупацією. У другій світовій війні брали участь жителі села, зокрема 254 односельців загинули на фронтах. У 1961 році було відкрито символічний меморіальний обеліск на честь полеглих вояків.
З 1964 року у селі діє бібліотека. У лютому 1965 року відкрито агрохімлабораторію.
У 1993 році відкрито історико-краєзнавчий музей на базі школи, у якому зібраний великий матеріал з історії села.